# Старий Гурник
Старий Гурник (пол. Stary Górnik) — село в Польщі, у гміні Олава Олавського повіту Нижньосілезького воєводства.
Населення — 199 осіб (2011).
У 1975-1998 роках село належало до Вроцлавського воєводства.

## Демографія
Демографічна структура станом на 31 березня 2011 року:
|          | Загалом | Допрацездатний вік | Працездатний вік | Постпрацездатний вік |
| -------- | ------- | ------------------ | ---------------- | -------------------- |
| Чоловіки | 103     | 19                 | 69               | 15                   |
| Жінки    | 96      | 20                 | 55               | 21                   |
| Разом    | 199     | 39                 | 124              | 36                   |